# Tedstone Wafer
Tedstone Wafer é uma vila e paróquia civil a 16 mi (26 km) a nordeste de Hereford, no condado de Herefordshire, em Inglaterra. Em 2011, a paróquia tinha uma população de 112 pessoas. A paróquia faz fronteira com Collington, Edvin Loach e Saltmarshe, Lower Sapey, Norton, Tedstone Delamere e Wolferlow. Tedstone Wafer compartilha um conselho paroquial com Edvin Loach e Saltmarshe, Tedstone Delamere, Upper Sapey e Wolferlow, chamado de "North Bromyard Group Parish Council".

## Pontos importantes
Existem 9 edifícios listados em Tedstone Wafer. Tedstone Wafer tem uma igreja chamada St James que era anteriormente chamada de St Mary e um salão de aldeia.

## História
O nome "Tedstone" significa 'árvore espinhosa de Teod, e a parte "Wafer" vem do facto de que Robert le Wafre possuía terras nesta zona em 1160-70. Tedstone Wafer foi registada no Domesday Book como Tedesthorne/Tetistorp juntamente com Tedstone Delamere.